# Knodus meridae
Knodus meridae är en fiskart som beskrevs av Eigenmann, 1911. Knodus meridae ingår i släktet Knodus och familjen Characidae. Inga underarter finns listade i Catalogue of Life.